# Aeroporto di Teterboro
L'Aeroporto di Teterboro (IATA: TEB, ICAO: KTEB, FAA LID: TEB) è un aeroporto di soccorso per l'aviazione generale nei distretti di Teterboro, Moonachie e Hasbrouck Heights nella contea di Bergen, nel New Jersey.
È di proprietà e gestito dalla Port Authority di New York e New Jersey e operato da AFCO AvPORTS Management. L'aeroporto si trova nel New Jersey Meadowlands a 29 km da Midtown Manhattan, che lo rende popolare sia per gli aerei privati che aziendali. L'aeroporto ha un limite di peso di 45 tonnellate sull'aereo, così da non essere utilizzabile come aeroporto di linea
L'aeroporto occupa quasi tutta Teterboro e si estende su 334 ettari: 36 ettari per hangar per aeromobili e uffici, 165 ettari per uso aeronautico e piste e 133 ettari non utilizzati. L'aeroporto conta più di 1 137 dipendenti, di cui oltre il 90% è a tempo pieno.
Nell'aprile 2009 la Federal Aviation Administration (FAA) ha riferito che l'aeroporto aveva il terzo più alto tasso di impatto con volatili di qualsiasi altro aeroporto negli Stati Uniti, sulla base di decolli e atterraggi (43 su 100 000).
Teterboro è la sede di molte compagnie di charter di aviazione privata che volano a livello nazionale e globale.

## Storia
L'aeroporto di Teterboro è il più antico aeroporto operativo nell'area di New York City. Walter C. Teter (1863-1929) acquisì la proprietà nel 1917. La North American Aviation gestiva un impianto di produzione sul sito durante la prima guerra mondiale. Dopo la guerra, l'aeroporto servì come base operativa per Anthony Fokker, il progettista di aerei olandese. Il primo volo dall'attuale sito dell'aeroporto fu effettuato nel 1919. Nel 1926 la Colonial Air Transport a Teterboro è stata la prima compagnia privata a consegnare la posta per via aerea.
Durante la seconda guerra mondiale, l'aeroporto fu gestito dall''esercito degli Stati Uniti. L'autorità portuale di New York e New Jersey lo acquistò il 1º aprile 1949 da Fred L. Wehran, un proprietario privato, e successivamente lo affittò alla Pan American World Airways (e alla sua organizzazione successore Johnson Controls) per 30 anni fino al 1º dicembre 2000, quando l'Autorità Portuale si è assunta la piena responsabilità delle operazioni di Teterboro.
Nel gennaio 1954, Arthur Godfrey sorvolò a bassa quota la torre di controllo di Teterboro con il suo Douglas DC-3, con conseguente sospensione della sua licenza.
Nel 2003 il membro del Congresso degli Stati Uniti Steve Rothman ha contribuito ad autorizzare un disegno di legge federale per mantenere il divieto di aeromobili che superano un peso di 45 tonnellate al decollo da Teterboro a causa del rumore eccessivo nelle aree residenziali circostanti.

## Strutture

Schema dell'aeroporto

L'aeroporto di Teterboro copre 334 ettari ad un'altitudine di 2,7 metri sul livello del mare.

### Edifici
Diciannove hangar dell'aeroporto hanno un'area totale di circa 38 km².
I due grandi edifici per uffici sono situati in posizione centrale, uno al 90 di Moonachie Avenue e l'altro su Fred Wehran Drive, che ospita il Department of Homeland Security . Entrambi gli edifici hanno un'area totale di 12 km².
Lo spazio aggiuntivo per uffici e negozi ammonta a un'area di 15 km². C'è anche un edificio per le operazioni, una struttura di manutenzione e due parchi di carburante.
Nell'aeroporto è presente l'Aviation Hall of Fame del New Jersey.

### Torre di controllo
La torre di controllo è stata costruita sul lato est dell'aeroporto dalla FAA ed è entrata in funzione il 29 ottobre 1975. La vecchia torre di controllo non è operativa ma fa ancora parte dell'hangar originale in legno dell'Atlantic Aviation su Industrial Avenue. È all'angolo nord-est dell'hangar.

### Piste
La pista 6-24 è lunga 1 833 metri e larga 46 metri, con luci di pista ad alta intensità (HIRL). L'approccio della pista 6 ha un Instrument Landing System (ILS) e un Medium Approach Lighting System-R (MALS-R). L'approccio alla pista 24 è dotato sia di un indicatore del percorso di avvicinamento di precisione (PAPI) che di un sistema REIL (Runway End Identification Lights). La pista 6-24 è stata sottoposta a completa sovrapposizione e scanalatura nel 1987.
La pista 1-19 è lunga 2 100 metri e larga 46 metri, dotata di HIRL. Entrambe le piste 1 e 19 sono dotate di sistemi REIL. L'approccio della pista 1 è dotato di un sistema VASI . L'approccio della pista 19 ha un ILS e un indicatore del percorso di avvicinamento di precisione (PAPI). La pista 1-19 è stata sovrapposta e scanalata nell'estate del 2000 e includeva l'installazione della linea centrale e l'illuminazione della zona di atterraggio. La pista 19 è la pista preferita per le procedure di abbattimento del rumore.

### Piste di rullaggio
Sono presenti 6,8 km di vie di rullaggio sull'aeroporto. La maggior parte sono larghe 18 m larghezza e hanno l'illuminazione della linea centrale e dei bordi.

### Traffico aereo
Nel 2017 l'aeroporto ha effettuato 178 369 operazioni di aeromobili con una media di 488 al giorno: 65,6% di aviazione generale, 34% di taxi aereo, 0,3% di militari e < 1% di compagnia aerea. 121 velivoli erano quindi basati in questo aeroporto: 81% jet, 10,7% elicotteri, 6,6% monomotore e 1,7% multimotore.

### Altro
L'Aviation Hall of Fame del New Jersey si trova nell'area dell'aeroporto. Fondato nel 1972, è ila primo hall of fame dello stato dell'aviazione nella nazione, in onore degli uomini e delle donne che hanno portato eccezionali risultati aeronautici nello stato. Il museo offre ai visitatori l'opportunità di visualizzare attrezzature e manufatti aerei e spaziali storici, fotografie, opere d'arte e una vasta collezione di modelli. La biblioteca ha più di 4 000 volumi e centinaia di videocassette di aviazione.

## Trasporto pubblico
L'aeroporto di Teterboro può essere raggiunto dal terminal degli autobus di Port Authority a Midtown Manhattan con le linee di autobus del New Jersey Transit 161 (servizio regolare), 165 (servizio limitato nei giorni feriali) e 144 (periodi di punta nei giorni feriali). La stazione di Teterboro è la stazione ferroviaria più vicina lungo la Pascack Valley Line di NJ Transit, ma anche la stazione di Wood-Ridge è vicina a sud-ovest dell'aeroporto.